# Барбара Ґебель
Барбара Ґебель (нім. Barbara Göbel, 8 квітня 1943) — німецька плавчиня.
Бронзова медалістка Олімпійських Ігор 1960 року.
Чемпіонка Європи з водних видів спорту 1962 року.